# Sirât
Sirât è un film del 2025 diretto da Óliver Laxe.
È stato presentato in concorso al 78º Festival di Cannes.

## Trama
Un padre e suo figlio giungono a un remoto rave nelle profondità delle montagne del Marocco meridionale. Stanno cercando Mar, figlia e sorella, scomparsa cinque mesi prima durante una di queste feste interminabili. Immersi nella musica elettronica e in una libertà selvaggia a loro estranea, diffondono instancabilmente le foto della ragazza. La speranza svanisce, ma i due persistono e seguono un gruppo di raver verso un’ultima festa nel deserto. Mentre si addentrano sempre più nell’immensità ardente, il viaggio li mette di fronte ai propri limiti.

## Produzione
Pur essendo ambientato in Marocco, per ragioni fiscali il film è stato girato in parte in Spagna, nelle zone desertiche delle province di Teruel e Saragozza, e in parte in Marocco, ad al-Rashidiyya ed Erfoud.

## Distribuzione
Il film è stato presentato in anteprima il 15 maggio 2025 al 78º Festival di Cannes. Sarà distribuito nelle sale cinematografiche spagnole a partire dal 6 giugno 2025, mentre in quelle francesi a partire dal 3 settembre 2025.

## Critica
Il film in Italia ha ricevuto un'accoglienza critica generalmente positiva. Il giornalista Giulio Zoppello su Today scrive che il film ha "la capacità di essere inquietante, umanissimo, di portarci dentro la vita e le interazioni di una compagnia tra le più strane viste sul grande schermo", Teo Youssoufian su CineFacts da Cannes 2025 esalta il film definendolo "un capolavoro visivo e sonoro che è un viaggio nel deserto tra techno, spiritualità e ostinata speranza", mentre la critica Chiara Zuccari su Sentieri selvaggi nota che è un "film pulsante che nasconde però un'anima mortifera e spietata, che celebra la ritualità tribale connessa all’ambiente circostante e agli stati di trance collettiva"

## Riconoscimenti
- 2025 – Festival di Cannes[9]
  - Premio della giuria
  - In concorso per la Palma d'oro